# نادي أتليتيكو بيرانا
نادي أتلتيكو بيرانيا هو نادي رياضي من باركي باتريسيوس، بوينس آيرس، الأرجنتين.